# Schiffornis
Schiffornis – rodzaj ptaków z podrodziny łuskowików (Ptilochlorinae) w rodzinie bekardowatych (Tityridae).

## Zasięg występowania
Rodzaj obejmuje gatunki występujące w krainie neotropikalnej – od południowo-wschodniego Meksyku przez Amerykę Centralną po Amerykę Południową.

## Morfologia
Długość ciała 15–17,3 cm; masa ciała 21–40 g.

## Systematyka

### Etymologia
- Schiffornis: de Moritz Schiff (1823–1896), niemiecki chirurg, pionier anatomii i fizjolog; gr. ορνις ornis, ορνιθος ornithos „ptak”[6].
- Heteropelma: gr. ἑτερος heteros „różny, inny”; πελμα pelma, πελματος pelmatos „podeszwa stopy”[7]. Gatunek typowy: Ptil[ochloris] virescens Lafresnaye, 1838; młodszy homonim Heteropelma Wesmael, 1849 (Hymenoptera).
- Scotothorus: gr. σκοτος skotos „ciemność”; θουρος thouros „pędzący, gwałtowny”, od θρωσκω thrōskō „pędzić, rzucić się”[8]. Nowa nazwa dla Heteropelma Bonaparte, 1854.
- Massornis: gr. μασσων massōn „większy”, stopień wyższy od μακρος makros „długi”; ορνις ornis, ορνιθος ornithos „ptak”[9]. Gatunek typowy: Schiffornis major Des Murs, 1856.

### Podział systematyczny
Do rodzaju należą następujące gatunki:
- Schiffornis major Des Murs, 1856 – gwizdowik rdzawy
- Schiffornis virescens (Lafresnaye, 1838) – gwizdowik zielonawy
- Schiffornis olivacea (Ridgway, 1906) – gwizdowik oliwkowy
- Schiffornis turdina (zu Wied, 1831) – gwizdowik brązowoskrzydły
- Schiffornis aenea J.T. Zimmer, 1936 – gwizdowik stokowy
- Schiffornis veraepacis (P.L. Sclater & Salvin, 1860) – gwizdowik brązowy
- Schiffornis stenorhyncha (P.L. Sclater & Salvin, 1869) – gwizdowik rdzawogardły